# کلر موریه
کلر موریه (فرانسوی: Claire Maurier‎؛ زادهٔ ۲۷ مارس ۱۹۲۹) یک هنرپیشه زن اهل فرانسه است.
از فیلم‌ها یا برنامه‌های تلویزیونی که وی در آنها نقش داشته‌است می‌توان به چهارصد ضربه، سرنوشت شگفت‌انگیز املی پولن، قفسی برای دیوانگان، بعدازظهر من با مارگاریت و یک پسر بد اشاره کرد.